# Софія Річі
Софія Річі (англ. Sofia Richie; нар. 24 серпня 1998, Лос-Анджелес, Каліфорнія, США) — американська модель. Вона знімалася в рекламних кампаніях багатьох великих брендів, зокрема Tommy Hilfiger, Michael Kors та Chanel. Річі є молодшою дочкою співака Лайонела Річі та зведеною сестрою дизайнерки та телеведучої Ніколь Річі.

## Раннє життя
Софія Річі народилася в Лос-Анджелесі, Каліфорнія. Софію виховували її батько Лайонел Річі та його друга дружина Дайан Олександр. Вона молодша зведена сестра Ніколь Річі та біологічна сестра Майкла Річі. Ніколь Річі була хрещеною дочкою Майкла Джексона. Софія розповідала, що відвідування ранчо Джексона Неверленд були одними з її улюблених спогадів дитинства. Також вона стала близькою подругою дочки Джексона Періс .
Річі, як і її батько, виросла із пристрастю до музики. Вона навчилася співати у віці 5 років і грати на фортепіано у віці 7 років . Вона періодично з'являлася в шоу свого батька і брала уроки у Тіма Картера — вчителя вокалу Бейонсе, коли їй було 14 років. Вона також працювала в студії чоловіка своєї сестри, вокаліста Good Charlotte Джоела Медсена . Однак вона вирішила відійти від музичної кар'єри під тиском зіркового статусу її батька у музичній індустрії .
Деякий час Річі навчалася у християнській школі Oaks Christian School, яку прозвали школою для знаменитостей. Згодом Софія навчалася вдома протягом кількох років, поки її батько був на гастролях. Вона грала у футбол до 16 років, доки не зламала шийку стегна в аварії на сегвеї.

## Модельна кар'єра
Річі розпочала модельну кар'єру у віці 14 років з публікації у Teen Vogue. У 15 вона уклала свій перший модний контракт з Лос-Анджелеським брендом купальників Mary Grace Swim. Наступного року Річі підписала контракт із лондонським модельним агентством Select Model Management .
Річі брала участь у рекламній кампанії для декількох брендів, включаючи DL1961, лінії одягу Мадонни «Material Girl», Шанель, Дольче&Габбана, Адідас, Майкл Корс та Томмі Хілфігер . Вона знімалася для журналу Elle та Vanity Fair і з'являлася на обкладинці Complex та в журналі Billboard у розділі «Стиль».